# Thyridium cupriventre
Thyridium cupriventre är en skalbaggsart som beskrevs av Blanchard 1851. Thyridium cupriventre ingår i släktet Thyridium och familjen Rutelidae. Utöver nominatformen finns också underarten T. c. surinamensis.